# Peter Godeffroy (Kaufmann)

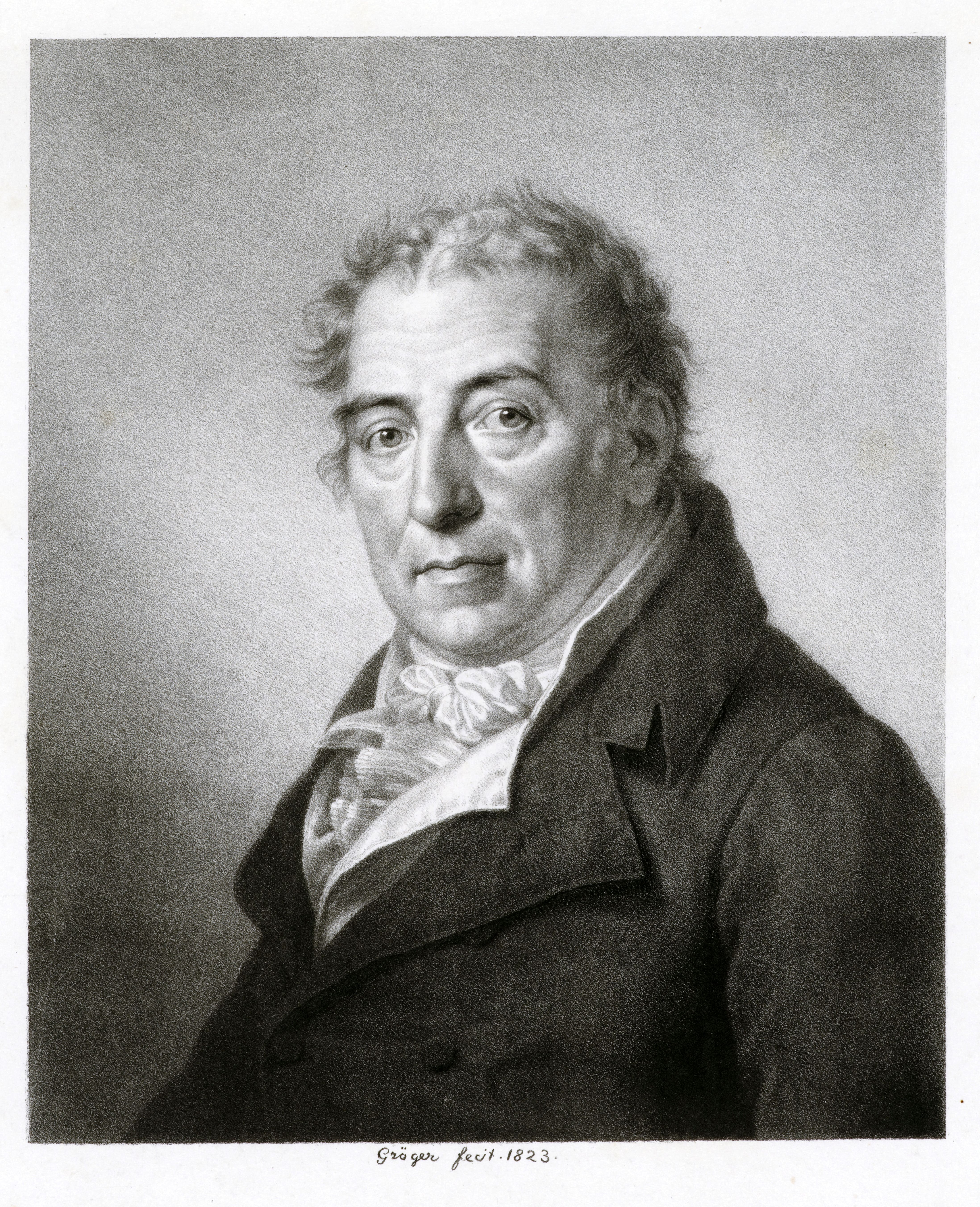
Friedrich Carl Gröger, Peter Godeffroy, Lithografie 1823, Staats- und Universitätsbibliothek Hamburg

Peter Godeffroy, auch Pierre Godeffroy (* 4. Juni 1749 in Hamburg; † 13. Mai 1822 ebenda) war ein deutscher Kaufmann aus Hamburg.

## Leben
Peter Godeffroy, Sohn von Cesar Godeffroy (1706–1758) und Catharina Susanne, geborene Arnal (1717–1753), wurde als vierter Sohn von sieben Kindern in eine hugenottische Familie geboren. Die Mutter war ebenfalls französisch-reformiert. Die Eltern waren nach Hamburg zugewandert, wo der Vater in seinen letzten Lebensjahren einen Weinhandel betrieben hatte. 1742 wurden sein älterer Bruder Jean Cesar – Gründer der späteren Firma „Joh. Ces. Godeffroy & Sohn“ – und 1755 seine Schwester Marguerite (1755–1804) geboren. Nach dem Tod der Mutter 1753 heiratete der Vater ein Jahr später Cathérine Gautier (1718–1776) und verstarb 1758, als Peter neun Jahre alt war. 1780 heiratete seine Schwester Peter Texier.
Im Dezember 1791 wurde ein Plan für eine auf 10 Jahre befristete „See-Assekuranz-Kompanie“ vorgestellt. Peter Godeffroy war als Direktor vorgesehen. Ferner war er Direktor der 1807 liquidierten „Hamburgische-Neptunus-Assecuranz-Comp“. 1806 sah ein Plan die Gründung einer „Lebens-Versicherungs und Leibrenten-Gesellschaft“ vor. Hier war Peter Godeffroy einer der Direktoren.
Wie sein Vater und Bruder machte er Handelsgeschäfte, u. a. mit Kaffee, Zucker und indischen Waren. Mit einem von ihm selbst geschätzten Vermögen von höchstens 3000 Mark im Jahr 1777 gehörte er nach Hans Nirrnheim zu den angesehensten Hamburger Kaufleuten.
1791 wurden Peter Godeffroy, seine Frau und sein Schwager John Thornton britische Staatsbürger. Vermutlich wollten sie eine Erbschaft antreten. Richard Thornton, der Vater seiner Frau und seines Schwagers, war im November 1788 als Courtmaster in Hamburg zurückgetreten, um in England zu leben. Am 30. Mai 1790 war Richard Thornton auf seinem Landsitz verstorben.
Peter Godeffroy wohnte bis 1798 im Alten Wandrahm 102. Anschließend zog er an den Jungfernstieg 7 neben das Hotel „Alte Stadt London“. Nach Beendigung der Belagerung von Hamburg durch französische Truppen verlegte der Sohn Peter Godeffroy jun. sein Comtoir an den Jungfernstieg 7.
Peter Godeffroy wurde Bevollmächtigter der Firma Thornton & Power, nachdem das Unternehmen im Dezember 1806 liquidiert worden war. Es war im Januar 1797 von John Thornton und John Power gegründet worden.
Bei der Wiedereinnahme Hamburgs 1813 wurde Peter Godeffroy zum Richter am Handelsgericht und zum Mitglied eines ca. 20-köpfigen „General-Conseil“ berufen. Im August 1813 wurde er zum „General-Polizey-Commissair“ zu Osnabrück ernannt. Die Familie seines Schwiegersohnes Richard Parish ging zurück nach England.
Godeffroy besaß Immobilien – u. a. Haus Düsternstraße 43–51 – und eine Gemäldesammlung. Der Besitz wurde nach seinem Tode versteigert.
Von dem dänischen Architekten Christian Frederik Hansen ließ er sich ein Landhaus in direkter Nachbarschaft zum Landhaus seines Bruders in Dockenhuden bauen. Nach der Fertigstellung um 1792 verbrachte er dort die Sommermonate.

### Peter Godeffroy Söhne & Comp
Die Handelsfirma „Peter Godeffroy Söhne & Comp“ bestand von 1. Januar 1793 bis 31. Dezember 1809. Gesellschafter waren Rütger Heinrich Klünder, Paul Amsinck und Peter Godeffroy, zunächst treuhänderisch für seine Söhne Peter, Johann und Carl. Am 1. Januar 1803 trat der Schwiegersohn Eusebius Perfectus Augustin Simon als weiterer Gesellschafter ein uns ab 1. Januar 1805 war Peter Godeffroy jun. unterzeichnungsberechtigt. Amsinck war im Dezember 1807 als Associé ausgeschieden.

## Nachkommen
Aus der am 27. Mai 1777 geschlossenen Ehe mit Johanna Catharina Thornton stammten 10 Kinder, von denen 8 den Tod der Mutter am 20. April 1800 überlebten:
1. Emilie Catherine, geb. 9. Mai 1778, ⚭ Eusebius Perfectus Augustin Simon
2. Peter (1. Januar 1782–1835) ⚭ 28. August 1812 Susette von Oertzen-Roggow (1793–1826)[20]
3. Johann,[18] (John, Jean, Jacques) geb. 21. August 1784, † 6. Oktober 1813[21]
4. Susette, geb. 8. September 1785 ⚭ 5. September 1804 Richard Parish (1776–1860), Sohn des hamburgischen Kaufmanns John Parish
5. Carl, geb. 14. Juni 1787 ⚭ 1828 Marianne Jenisch, Tochter des Kaufmanns und Senators Martin Johann Jenisch
6. Friederike (Frederique), geb. 4. Juli 1789 ⚭ Franz Ludwig Michael von Poncet
7. Charlotte, geb. 13. April 1791 ⚭ Johann Ludwig Thierry
8. Richard, geb. 3. September 1798

## Porträts
- Peter Godeffroy (1782–1835).[22] 1816.[23] Öl auf Leinwand, 108 × 84,5 cm, bez. Gröger pinxit. In: Peter Vignau-Wilberg: Der Maler Friedrich Carl Gröger. Verlag Wachholtz, Neumünster 1971, S. 150. („Kopie eines im selben Jahr von F.X. Fabre in Florenz gemalten Bildes.“)
- Bildnis von Peter Godeffroy, Friedrich Karl Gröger, Lithographie, 56 × 38,9 cm, 1823, im Stein signiert. (online)
- Bildnis von Pierre Godeffroy, Friedrich Rossmäßler, (Platte) 132 × 83 mm, Punktiermanier. (online)